# Beatrix Kopp
Beatrix Kopp (* 26. Juli 1868 Schramberg im Schwarzwald, Württemberg; † 19. März 1940) war eine Benediktinerin und Äbtissin des Klosters zum Hl. Kreuz in Säben, Südtirol. 
Am 1. Mai 1895 legte sie ihre Profess ab. Sie war Subpriorin und Novizenmeisterin. Am 7. Mai 1921 wurde sie unter der Leitung des Visitators Laurentius Zeller zur Äbtissin gewählt. Die Benediktion erfolgte am 9. Mai 1921. Sie starb nach langer, schwerer Krankheit.